# Jeffersonville (Vermont)
Jeffersonville ist ein Village in der Town Cambridge im Lamoille County des Bundesstaates Vermont in den Vereinigten Staaten mit 750 Einwohnern (laut Volkszählung von 2020). Jeffersonville liegt zentral in Cambridge und ist der größere von zwei Hauptsiedlungskernen der Town, von der es politisch und verwaltungstechnisch abhängig ist (village).

## Geschichte
Der ursprüngliche Name von Jeffersonville lautete Cambridge Center. Im Jahr 1827 wurde es zu Ehren von Thomas Jefferson in Jeffersonville umbenannt. In Jeffersonville befinden sich die wesentlichen wirtschaftlichen Betriebe der Town. Das Village befindet sich in der fruchtbaren Ebene am Lamoille River. Im Norden mündet der Brewster River in den Lamoille River. An diesem siedelten sich im 19. Jahrhundert erste Industrien an, die die Wasserkraft nutzten.
Der Jeffersonville Historic District wurde 1987 ins National Register of Historic Places aufgenommen. Die Jeffersonville Bridge wurde 1991 aufgenommen.
Der Bahnhof Jeffersonville lag an der Bahnstrecke Burlington–Cambridge Junction.

### Einwohnerentwicklung
| Jahr      | 1900 | 1910 | 1920 | 1930 | 1940 | 1950 | 1960 | 1970 | 1980 | 1990 |
| --------- | ---- | ---- | ---- | ---- | ---- | ---- | ---- | ---- | ---- | ---- |
| Einwohner |      |      |      | 305  | 287  | 387  | 346  | 382  | 491  | 462  |
| Jahr      | 2000 | 2010 | 2020 | 2030 | 2040 | 2050 | 2060 | 2070 | 2080 | 2090 |
| Einwohner | 568  | 729  | 750  |      |      |      |      |      |      |      |

Volkszählungsergebnisse Jeffersonville, Vermont